# Брун Клара Ісаківна
Клара Ісаківна Брун, у шлюбі Брун-Каміонська (19 листопада (1 грудня) 1876, Сміла — 25 жовтня 1959, Київ) — українська оперна співачка (сопрано) та музична педагогиня. Солістка київського Міського театру; заслужена діячка мистецтв УРСР (1938).

## Біографія

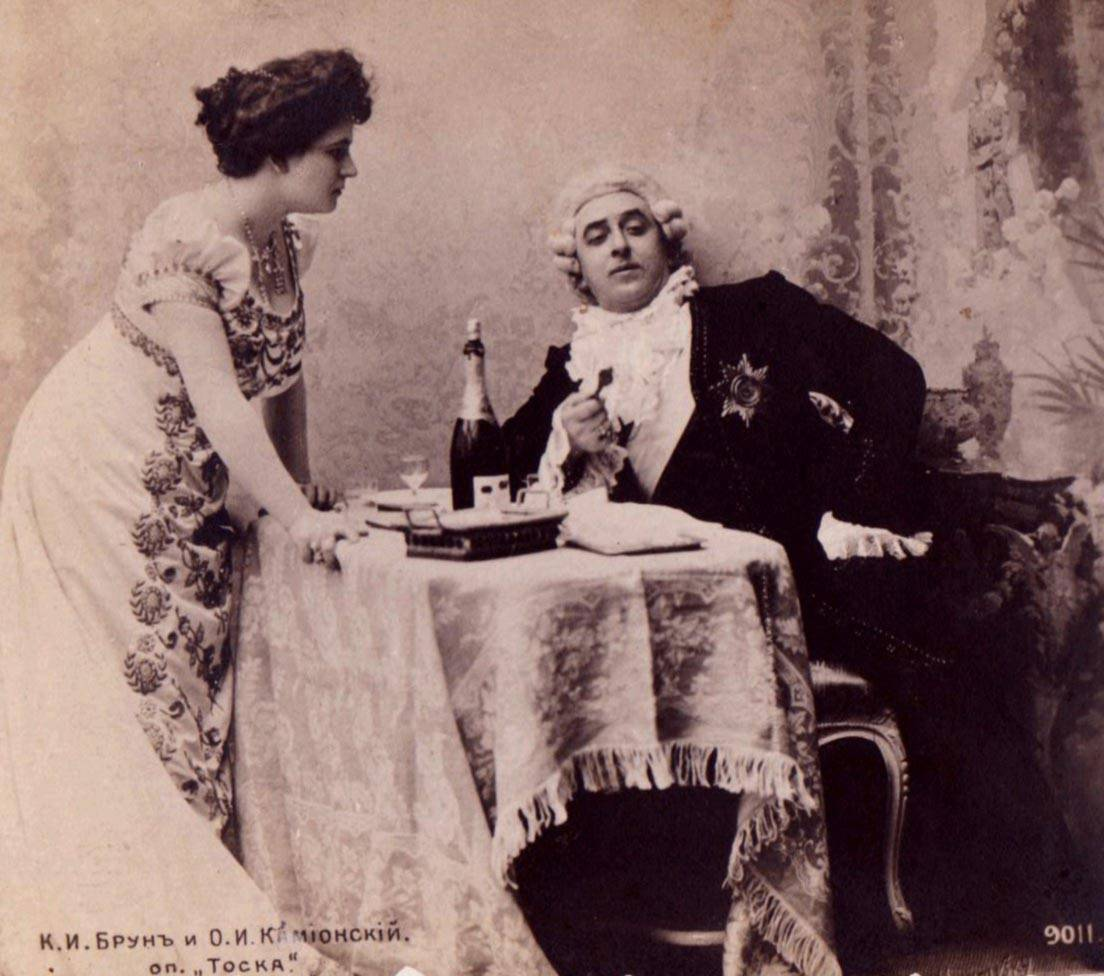
Клара Брун в ролі Тоски і Оскар Каміонський в ролі Скарпії, опера «Тоска» Дж. Пуччіні

Могила Клари Брун і Оскара Каміонського

Народилась 19 листопада (1 грудня) 1876 року в місті Смілі (тепер Черкаська область) в бідній родині. З раннього дитинства проявила співочу обдарованість. Коштом мецената Цвєткова навчалася співу у Віденській консерваторії (1894—1899, клас Левентауце), удосконалювалася в 1903 і 1913 роках в Італії у Ч. Россі.
У 1899 році дебютувала в Миколаєві (опера «Трубадур» Дж. Верді). У 1899—1926 роках співала у складі оперних труп багатьох міст Російської імперії, Австрії, Німеччини, Франції та інших країн Європи. Виступала також як камерна співачка під час численних гастрольних турне.
З 1926 року займалась педагогічною діяльністю. Викладала у Київському музичному технікумі (1929—1934), Київській консерваторії (1934—1952). З 1939 року — професор консерваторії. Її ученицями були відомі співачки Київської опери Лілія Лобанова, Галина Сухорукова.
В 1941—1944 роках перебувала в евакуації в Баку, де вела вокальну студію при філармонії. Після повернення до Києва продовжила викладацьку діяльність у консерваторії, де працювала до 1952 року.
Померла 25 жовтня 1959 року. Похована в Києві на Байковому кладовищі поруч з чоловіком, оперним співаком О. І. Каміонським. (ділянка № 8а).

## Творчість, репертуар
Мала рівний, потужний голос красивого тембру і широкого діапазону з драматичним темпераментом. С. Левік зазначає:
|  | Драматичною співачкою Брун названа не тому, зрозуміло, що вона несла драматичний репертуар, а тому, що її вокальний образ — чи то Ліза з «Пікової дами» або Марфа з «Царської нареченої», Валентина з «Гугенотів» або Маргарита з «Фауста» — завжди органічно включав драматичний елемент, хвилювання і трепет переживання, а не напруження голосу для зовнішнього вираження драматичної ситуації … Серед почутих мною на російській сцені сопрано Брун по праву належить одне з перших місць — так тепло, навіть гаряче вона співала. |

Репертуар співачки нараховував близько 100 партій. Вона першою в Росії виконала партію Тоски в однойменній опері Дж. Пуччіні.